# Kipper

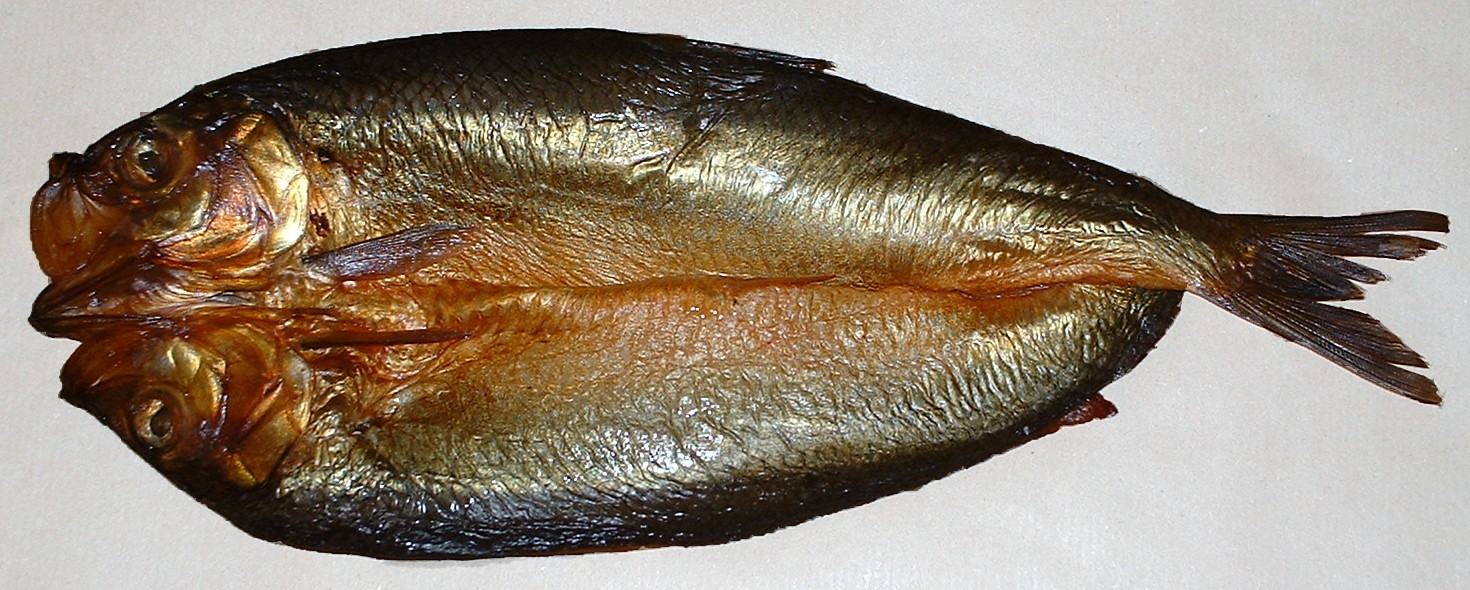
Arenque preparado como Kipper

Kipper es un plato típico inglés, que consiste en un pescado clupea que se ha partido, destripado, ahumado en frío y salado, y que se distingue por su sabor fuerte y textura cruda. Normalmente es arenque o salmón, aunque puede ser cualquier tipo de pescado de temporada ya que al salarse y ahumarse aumenta su tiempo de conservación y cambia su sabor.
En el Reino Unido y Norteamérica suelen ser consumidos a la parrilla en el desayuno. En el Reino Unido, los kippers y otros pescados preservados, tales como el bloater (Coregonus hoyi), también fueron alguna vez disfrutados comúnmente como bocadillo a la hora del té o para la merienda, siendo más populares entre las poblaciones de clase trabajadora de provincia y zonas urbanas antes de la Segunda Guerra Mundial.

## Orígenes
El origen en el Inglés Antiguo de la palabra tiene varios paralelos, tales como el Islandés kippa que significa "jalar, arrebatar" y la palabra Alemana kippen que significa "ladear, inclinar". Similarmente, la palabra Inglesa kipe denota una canasta usada para atrapar peces. Otra teoría traza la palabra kipper al kip, o pequeño pico, que los salmones machos desarrollan durante la temporada de reproducción.
El exacto origen de los kippers es desconocido, aunque el pescado ha sido abierto, desentrañado y ahumado desde tiempo inmemorial. De acuerdo con Mark Kurlansky, "Los alimentos ahumados casi siempre cargan junto a ellos las leyendas acerca de haber sido creados por accidente — usualmente el campesino colgó la comida demasiado cerca al fuego, y entonces, imagínese su sorpresa la mañana siguiente cuando...".
La leyenda indica que el origen puede ser encontrado en el cuento de John Woodger en Seahouses en Northumberland, Inglaterra, alrededor de 1843, en el que el kippering sucedió accidentalmente, cuando el pescado listo para procesarse se dejó toda la noche en un cuarto con una estufa humeante. Es sabido que la leyenda es falsa, porque el origen de la palabra kipper viene del Inglés Anglosajón; el filólogo y etnógrafo inglés, Walter William Skeat, lo deriva del Anglosajón, kippian, desovar.
También es conocido que el kipper era consumido en Alemania y llegó hasta Escandinavia en algún momento durante la Edad Media.

## Preparación
Pescado "Ahumado en frío" que no haya sido preservado en sal, necesita ser cocinado antes de poderse consumir sin riesgos (puede ser hervido, frito, asado a la parrilla, guisado o rostizado, por ejemplo). "Kipper snacks," (ver abajo) son precocidos y hasta pueden ser consumidos sin ninguna preparación adicional.

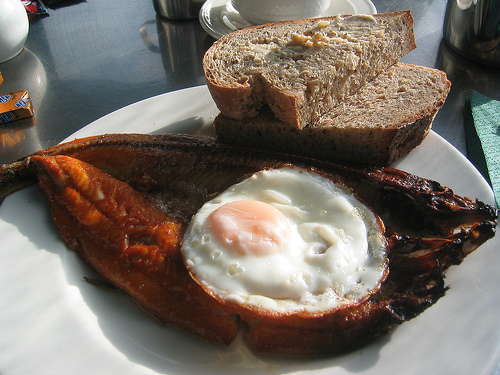
Kippers para el desayuno en Gran Bretaña.

En el Reino Unido, los kippers suelen ser servidos para el desayuno, típicamente acompañado con pan untado en mantequilla y mermelada de naranja amarga. En los Estados Unidos, donde los kippers son consumidos con menor frecuencia que en el R.U., casi siempre son vendidos ya sea como "kipper snacks" enlatados o en tarros que se localizan en la sección de alimentos refrigerados.

## Variaciones regionales
La palabra en el Idioma manés para kipper es skeddan jiarg la que se traduce literalmente como arenque rojo.  Comparado con el Irlandés scadán dearg.
Hoy en día los kippers son extremadamente populares en la Isla de Man donde miles son producidos anualmente en la población de Peel donde dos casas productoras de kipper ahuman el arenque y lo exportan alrededor del mundo: Moore's Kipper Yard y Devereau and Son. Una comida de kipper es conocida como: tatties and herrin en las Tierras Bajas de Escocia y como: spuds and herrin en la Isla de Man, donde los kippers son usualmente servidos con papas y pan con mantequilla.
Mallaig, alguna vez el puerto con mayor movimiento de arenque en Europa es famoso por sus tradicionalmente ahumados kippers. Actualmente solo permanece la casa de ahumado tradicional. J. Lawrie & Sons o "Jaffy's" como es conocida en una firma ahumadora familiar en la costa oeste de Escocia.
La pequeña villa de Craster en Northumberland, Inglaterra, es famosa mundialmente por sus kippers de arenque los cuales aún son elaborados en una ahumadora tradicional. La única diferencia es que el pescado mismo ahora viene del Atlántico, en vez que de las aguas locales.